# 青松觀

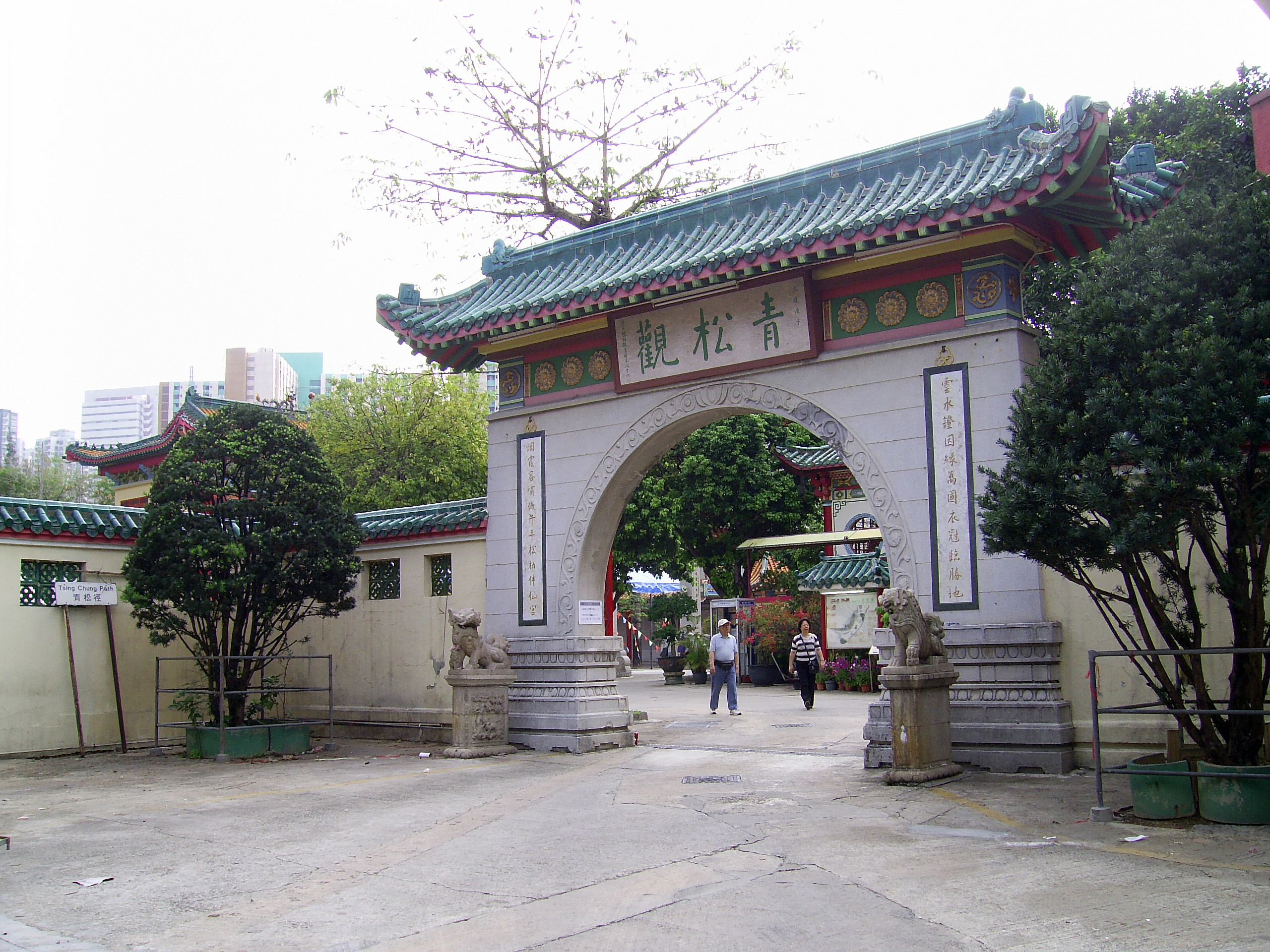
青松觀門樓

青松觀（英語：Ching Chung Taoist Association）是一個香港道教慈善團體，「青松」取其「松柏長青，老當益壯」的意思。青松觀，亦指場所，青松觀的「青松觀建築群」，位於新界屯門麒麟圍青松觀路青松徑。

## 歷史及服務

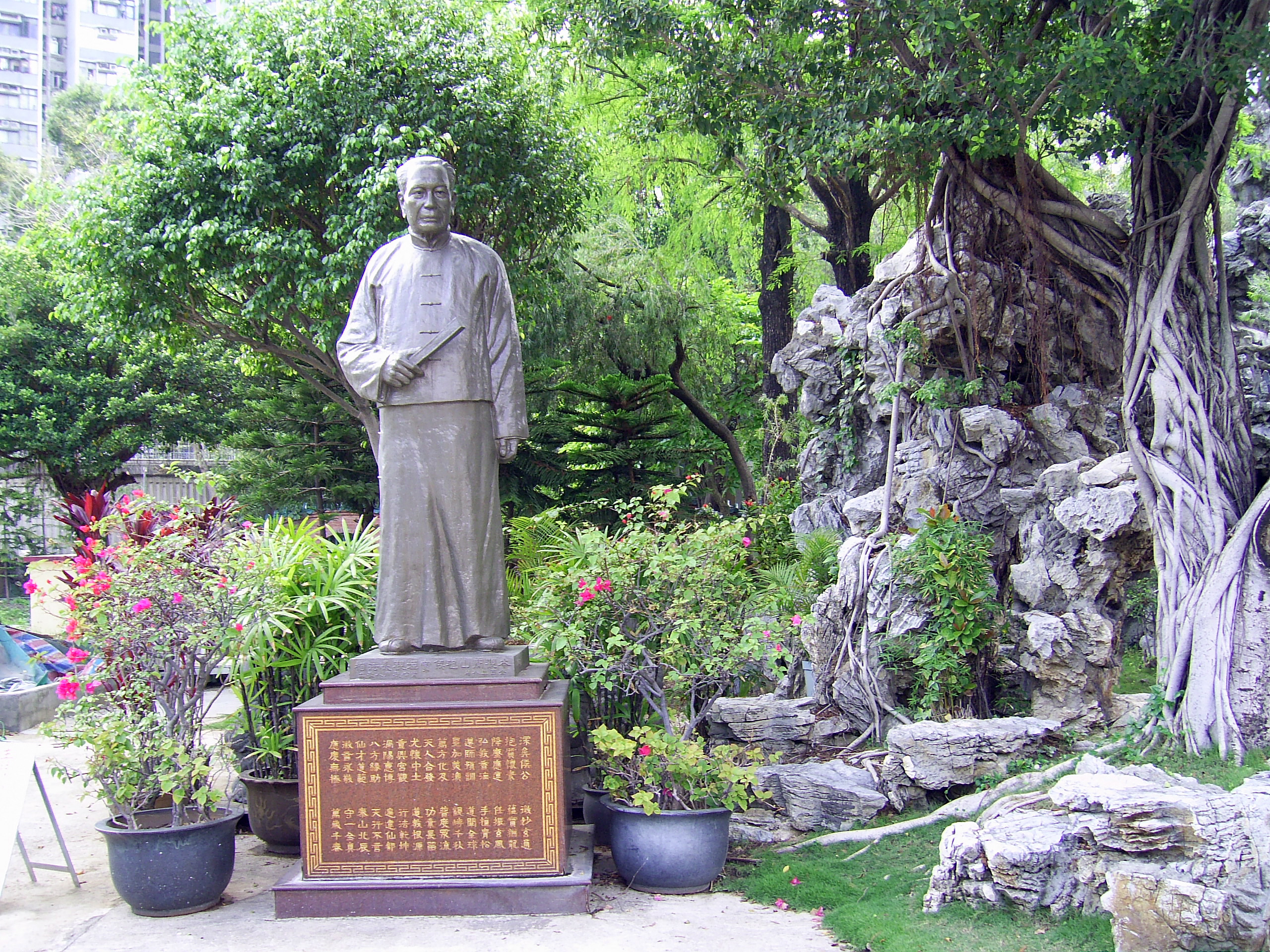
先觀長侯寶垣像

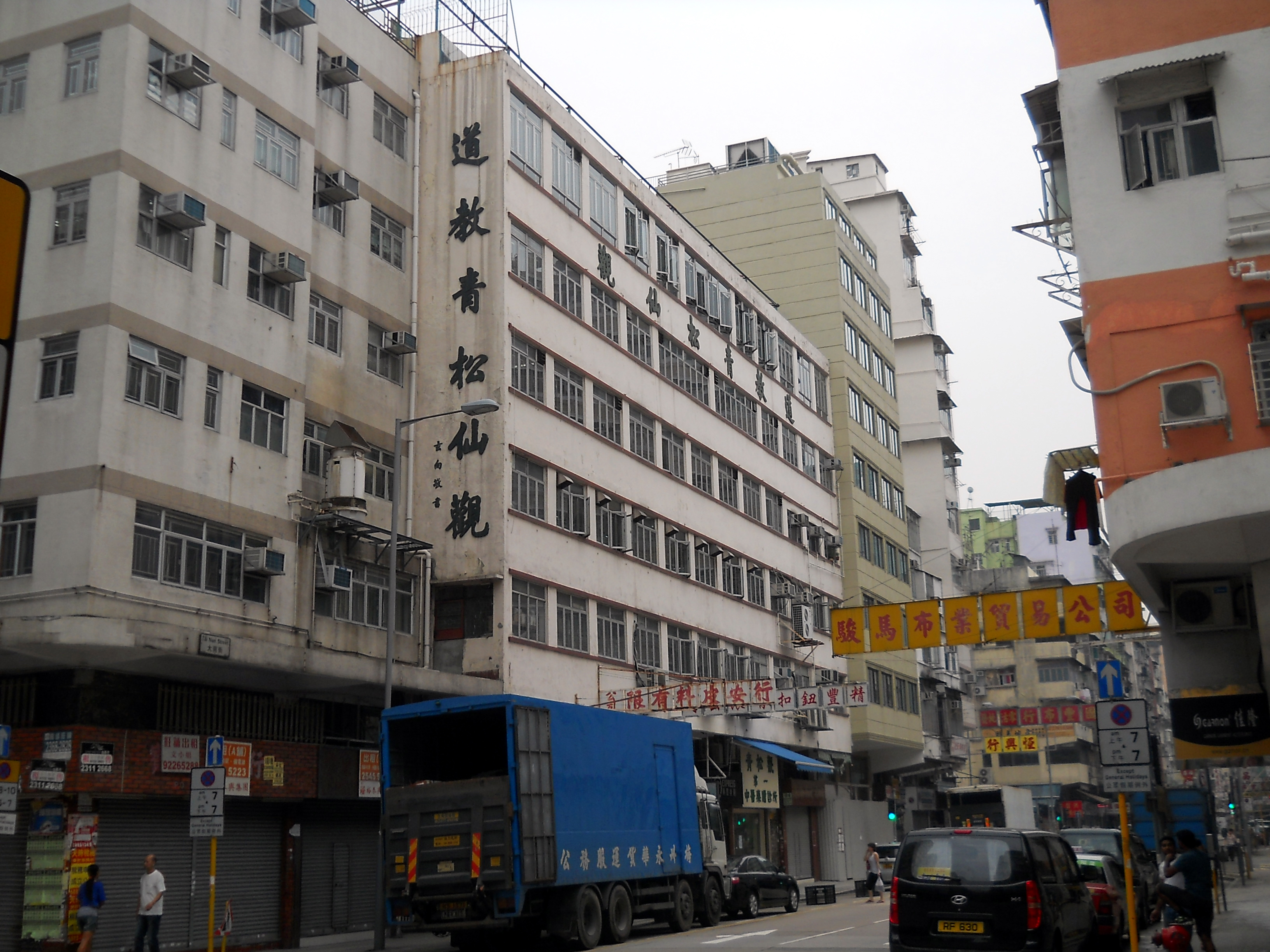
大南街青松觀總辦事處

青松觀，創立於1950年，屬全真教龍門派，道派溯源於廣東廣州至寶台。何啟忠、陸至真、葉至和、盧寶經、易寶雲、陳台鏡等18位創辦人於九龍偉晴街建壇，1952年遷壇至彌敦道，直到1960年購置屯門麒麟圍建立永久觀址，於1974年增設九龍大南街觀址和總辦事處。
贈醫施藥
青松觀自創辦之初於木屋區辦有中醫贈醫贈藥服務；1975年於大南街青松觀內興辦第一所西醫診所，1977年於屯門青松觀內開辦第二所西醫診所，由註冊西醫主診；2003年開辦第一間中醫藥贈診所。
興學育才
青松觀早於1957年已在九龍窩打老道開設青松學校，其後遷往汝州街，高峰期學生超逾300人。直到香港政府施行小學免費教育後，已無義學之需才停辦。1980年代初期開始相繼開辦兩所中學、兩所小學及三所幼稚園。
敬老扶弱
青松觀於1960年代興辦「青松安老院」，其後在屯門觀內增建「晚晴樓」，容納更多長者；1986年於元朗開辦「青松護理安老院」；1997年於天水圍天慈邨開辦「青松侯寶垣老人服務中心」。

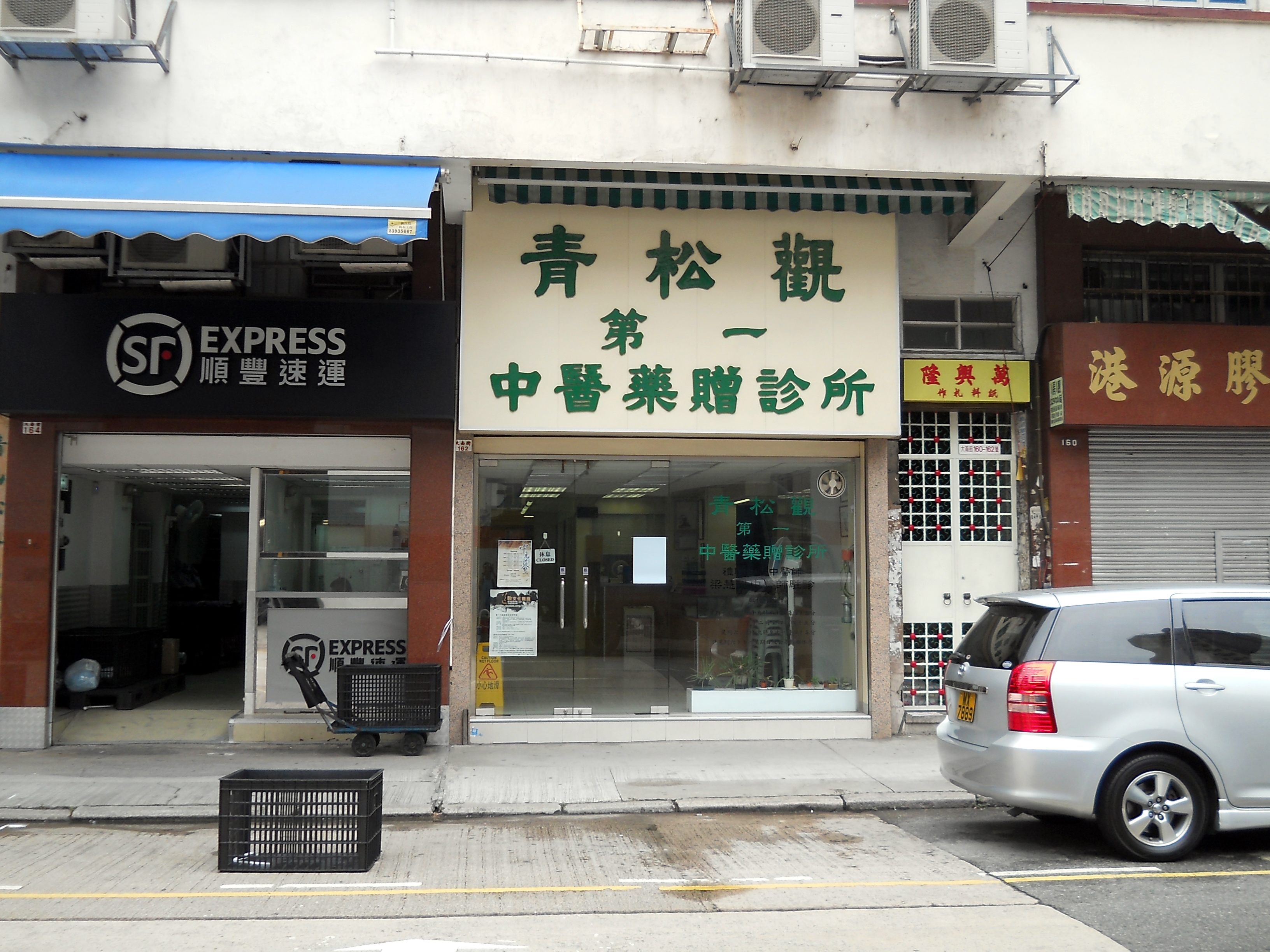
青松第一中醫葯贈診所
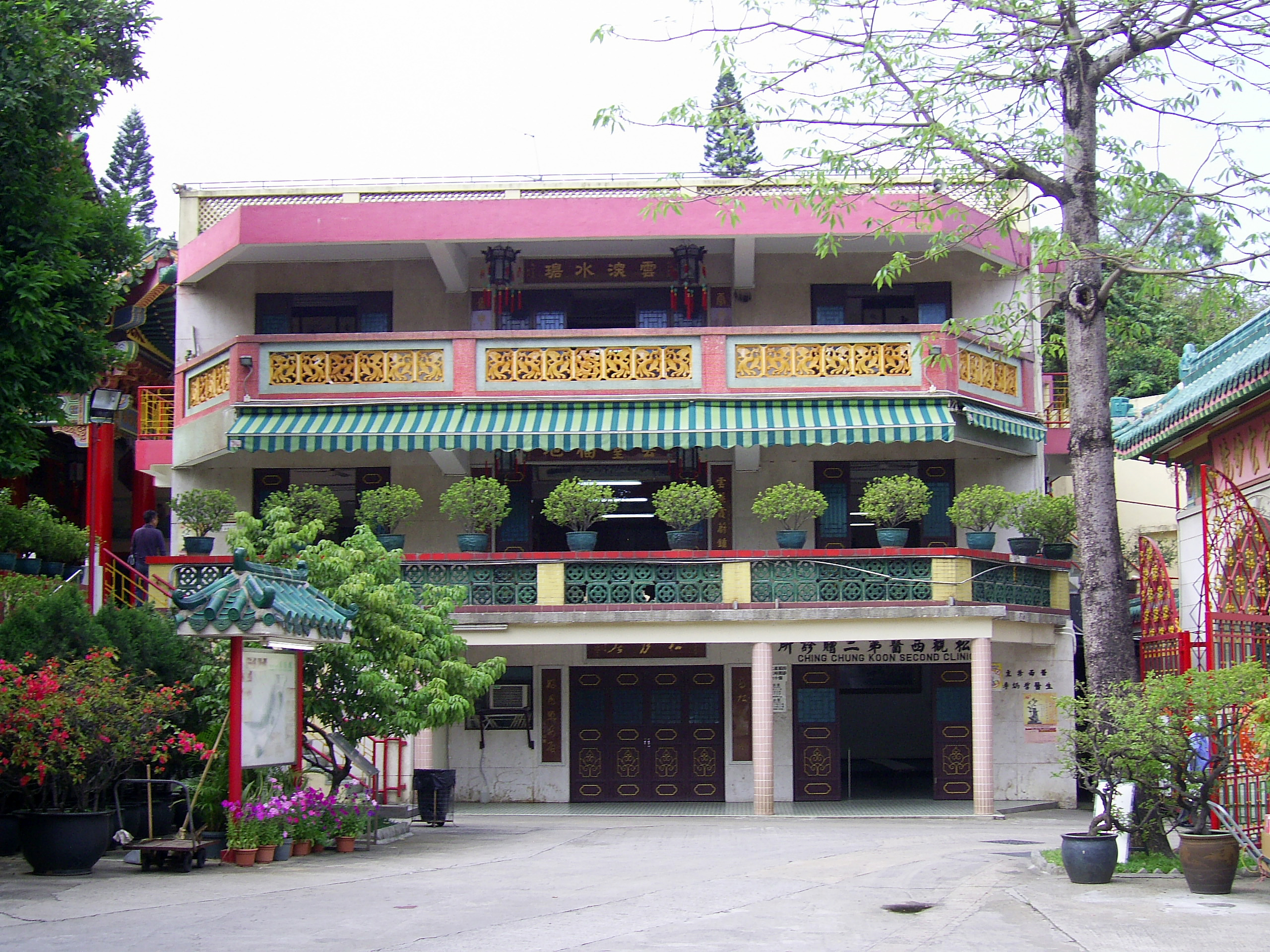
青松觀西醫第二診所
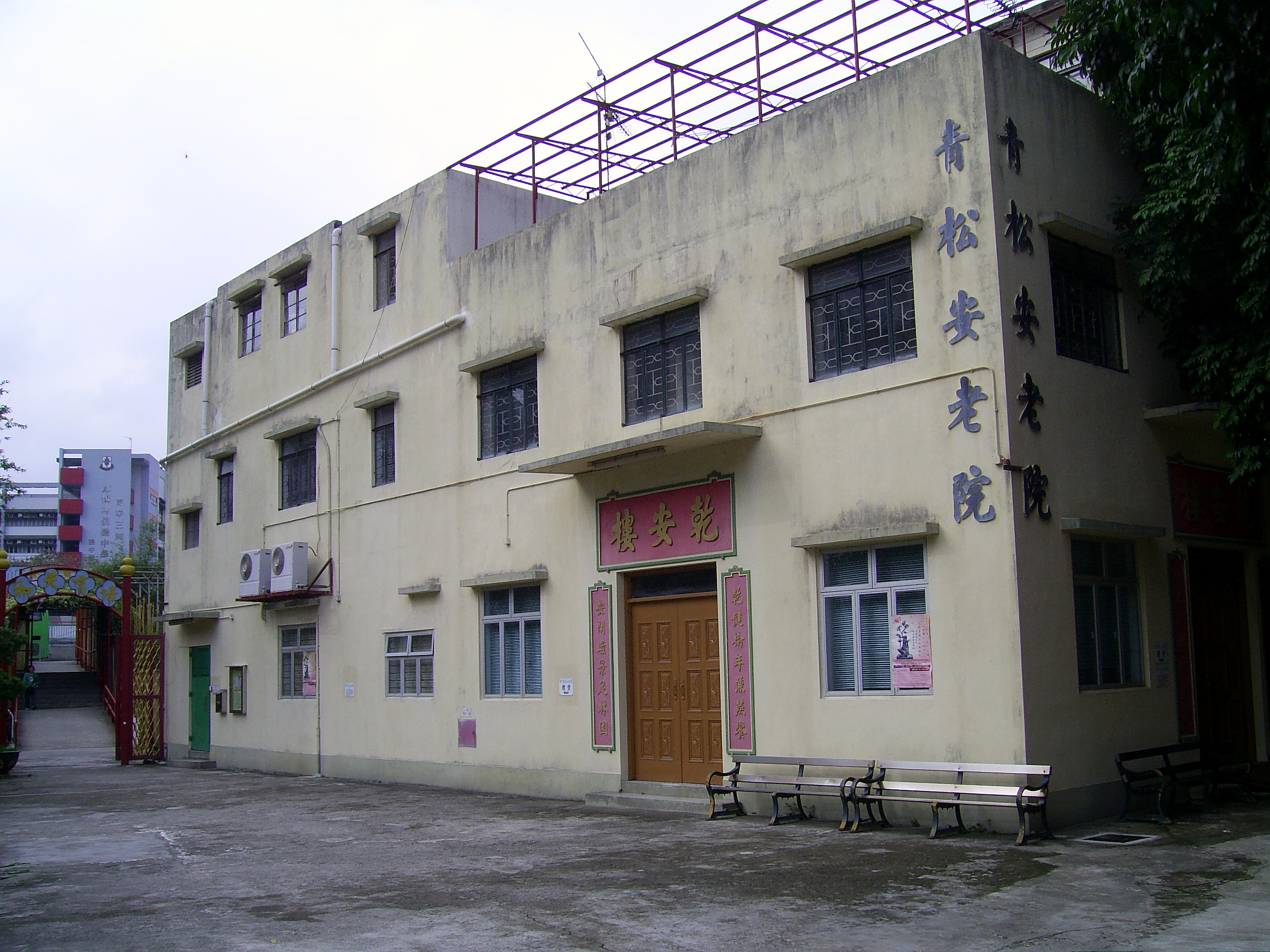
青松安老院

## 屯門青松觀路的青松觀

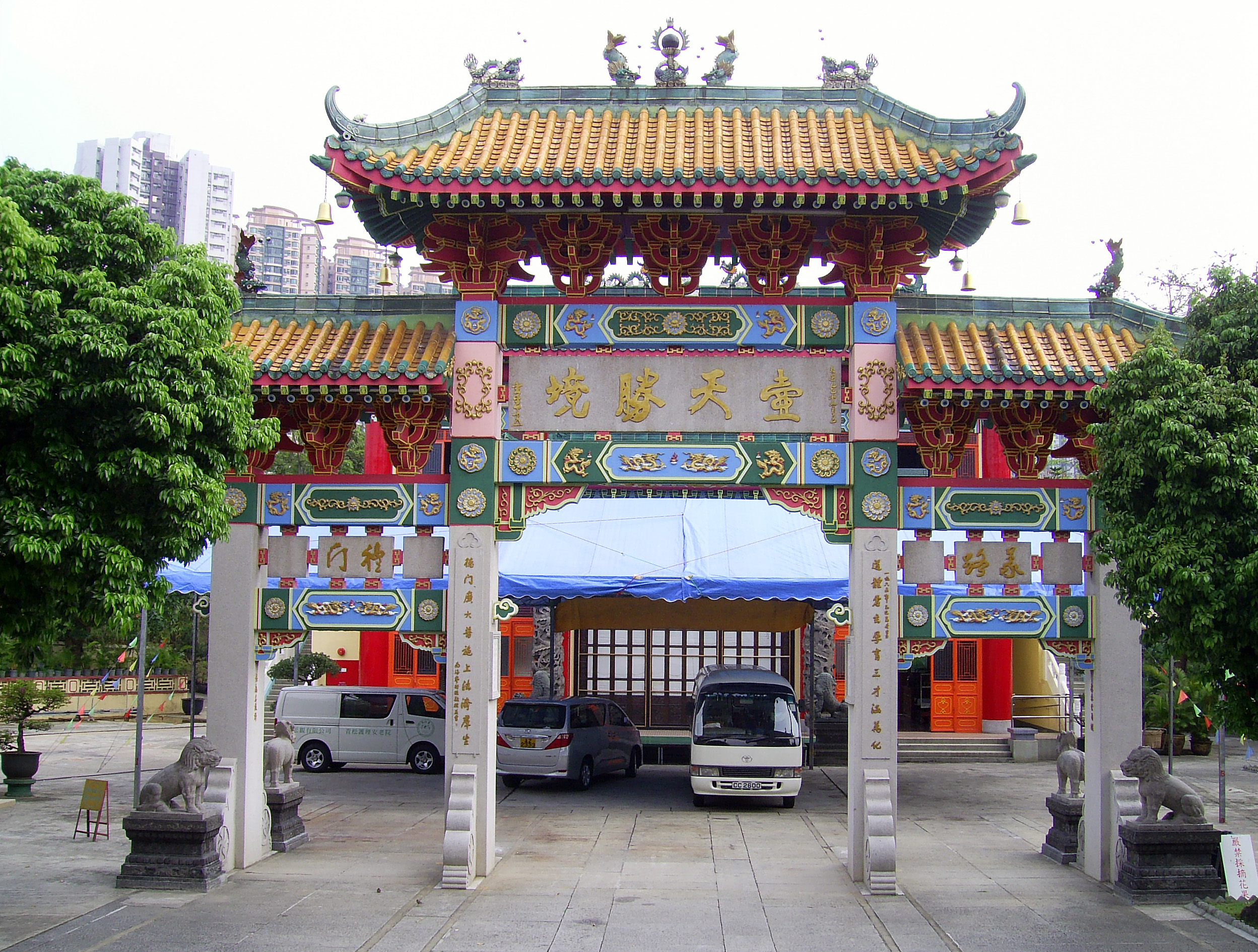
壺天勝境牌坊

青松觀佔地20萬平方英尺，除了是信徒道侶聚合參道之宗教場所，亦是中外遊客及香港市民參觀遊覽之道教聖地。觀內園地清雅；建築以「純陽寶殿」為中心，於1961年落成，恭奉著呂純陽祖師、王重陽祖師和丘長春祖師三代聖像，自純陽殿建成後，「青華堂」、「翊化宮」、「旭日亭」、「眾妙之門」牌樓等也相繼落成，增設池榭樓台、「九龍彩壁」等。觀內也有安老院和西醫贈診所。每年四月，觀內都有盆景展覽，展出中國傳統盆栽供大眾免費觀賞。
2009年香港歷史建築評級重新評定，青松觀10幢包括「純陽殿」、「翊化宮」、「涼亭」、「景華堂和明華堂」、「晚晴樓」、「清華堂」、「梅萼軒」、「乾安樓」、「怡和齋」及「頤怡逸園」原本列為二級歷史建築物，其中有8幢被剔出名單，只建議「純陽殿」及「翊化宮」評級不變。在新評級下，青松觀計劃在未來5年以1億元，分階段重建作為「青松安老院」的「乾安樓」、「晚晴樓」及「梅萼軒」，新安老院樓高5至6層，並提供療養和善終服務。

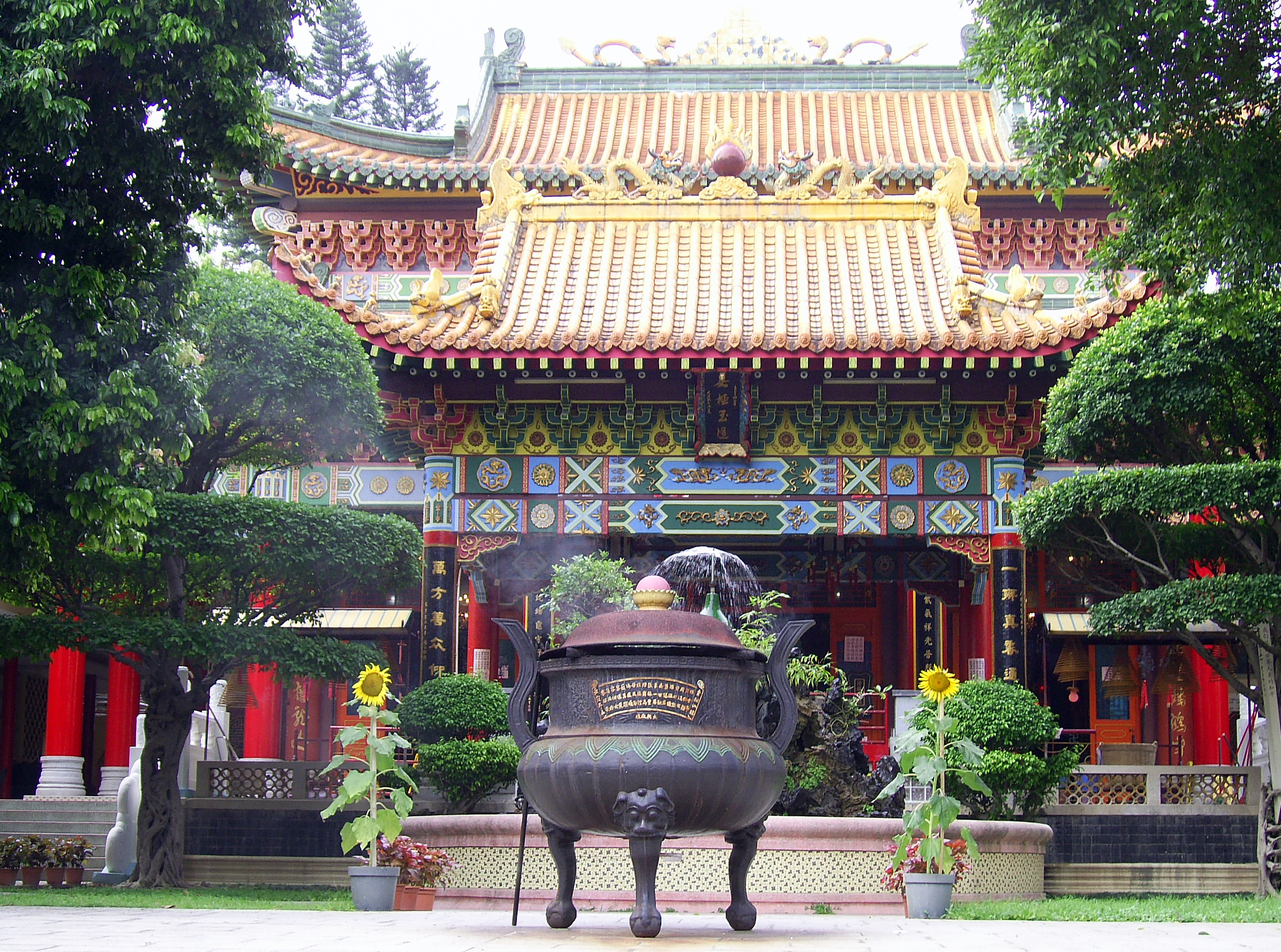
純陽殿
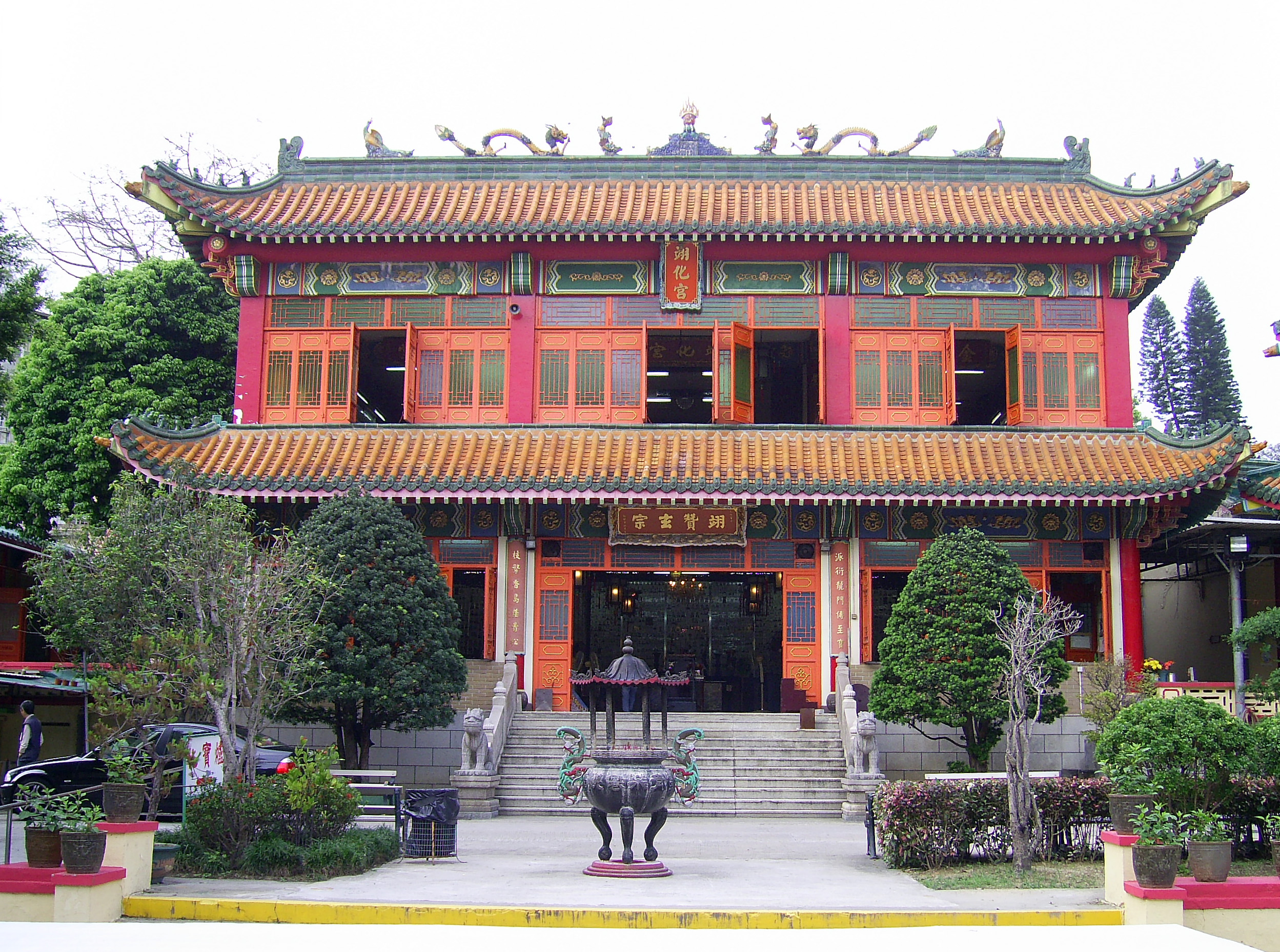
翊化宮

## 青松仙苑

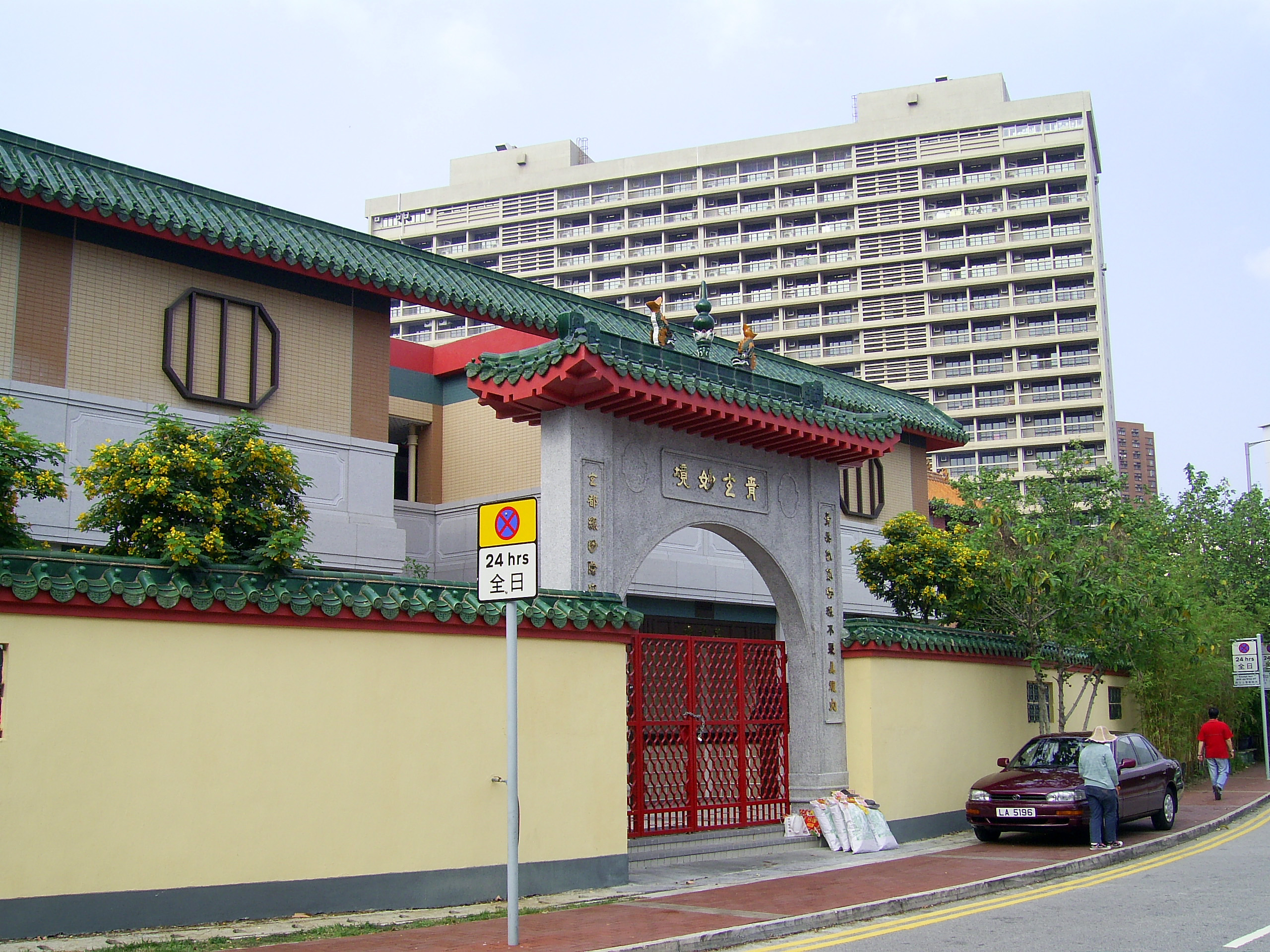
青松仙苑

青松仙苑，位於新界屯門青松觀路青新徑8號，1972年由別墅及農地的改建而成。在青山醫院以下。為市民提供地方安置祖先骨灰的場所。
2005年青松仙苑擴建進行新靈龕大樓工程，原預計於2006年初落成，其後因工程「爛尾」而需重新招標興建，直到2007年底才完成，工程期間暫託該苑存放先人骨灰者，需繳付一年暫託費用招不滿。
2009年9月1日青松仙苑一連五日分批發售700個骨灰龕位，售價由5至20萬港元不等，開售前引來逾千市民輪候，首日140個骨灰龕位以先到先得方式售罄後，青松仙苑突宣布改以抽籤方式發售餘下龕位，引起逾千名排隊認購的善信不滿群起鼓噪。

## 參見

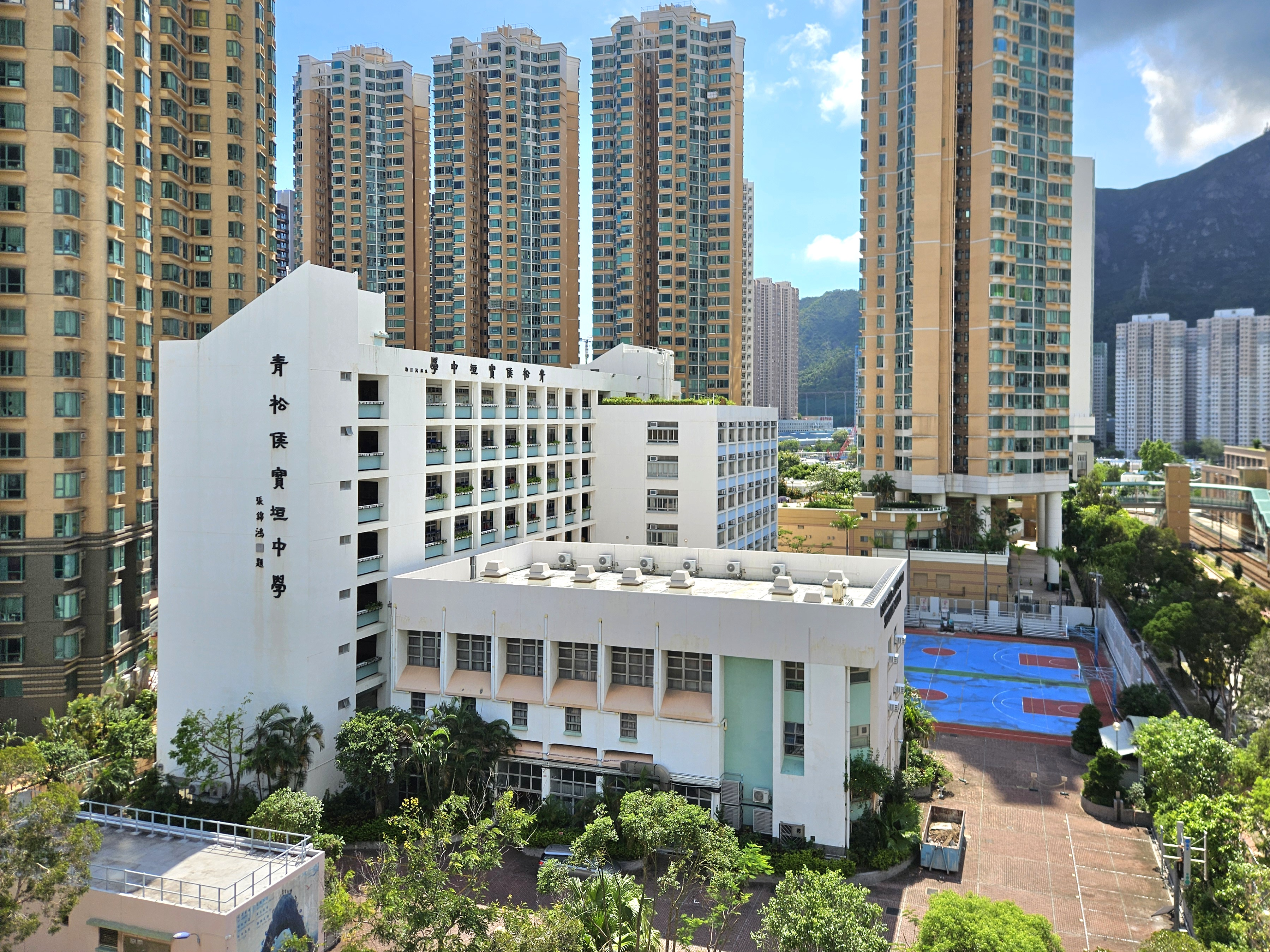
青松侯寶垣中學

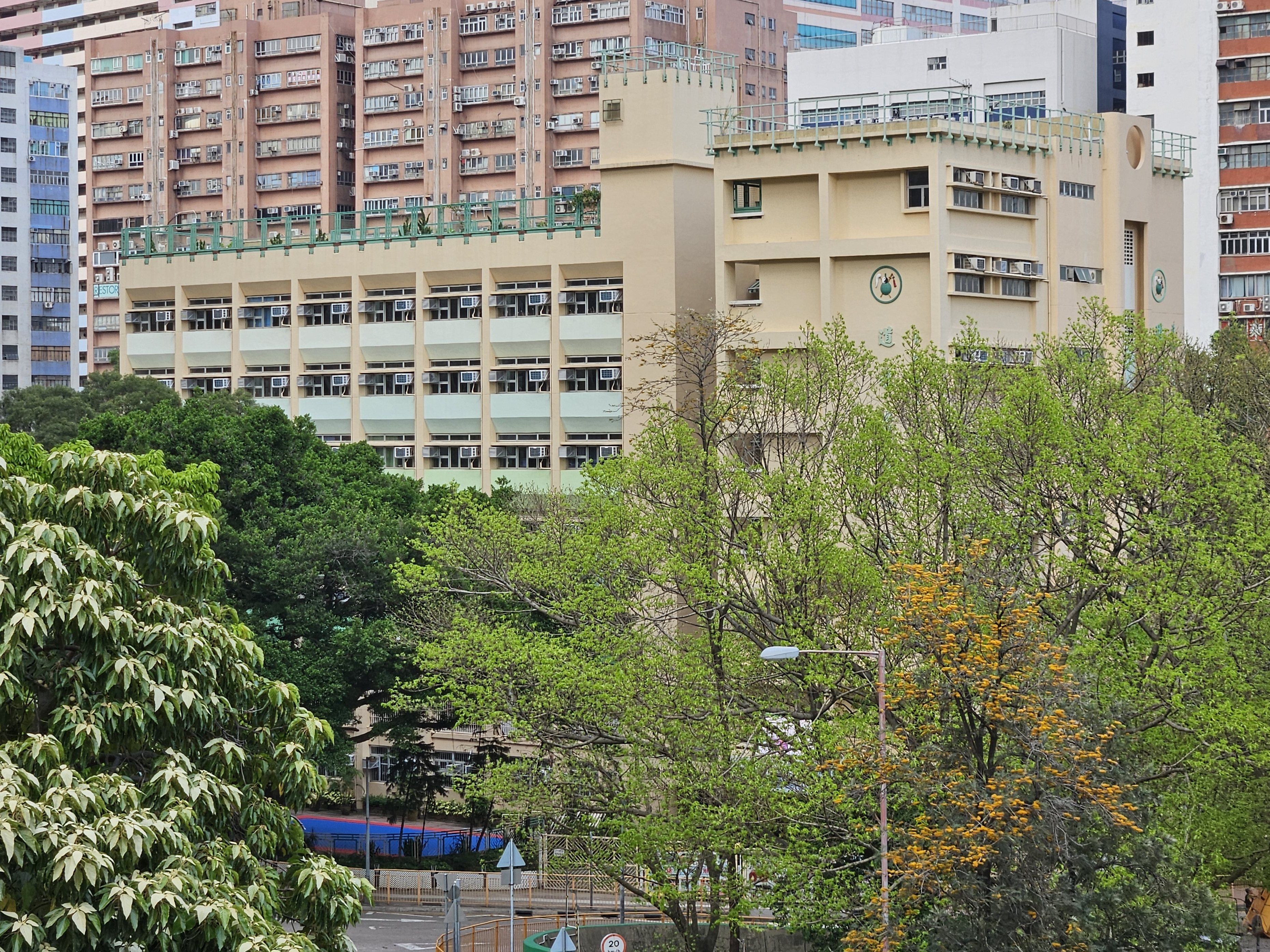
道教青松小學

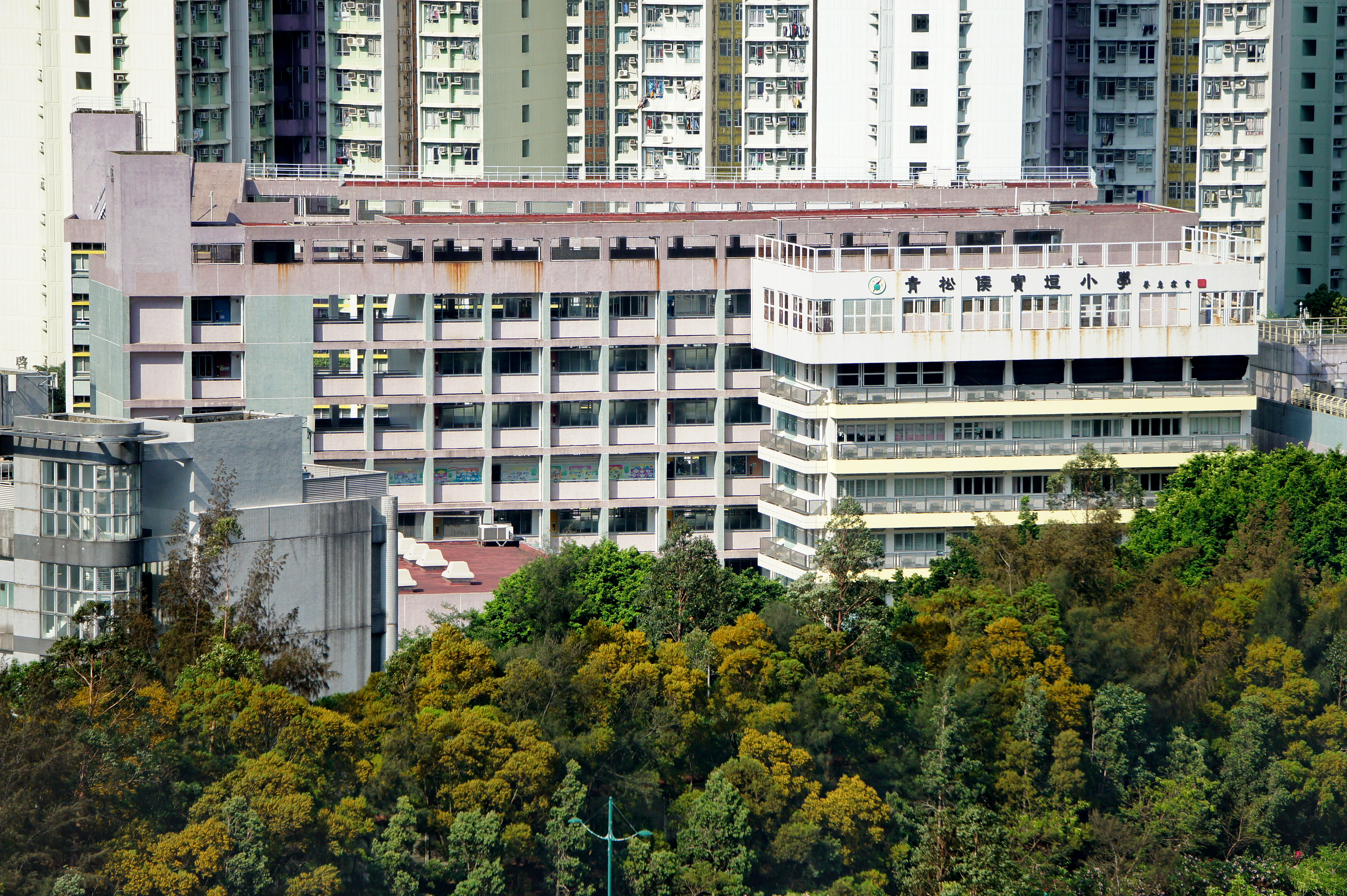
青松侯寶垣小學

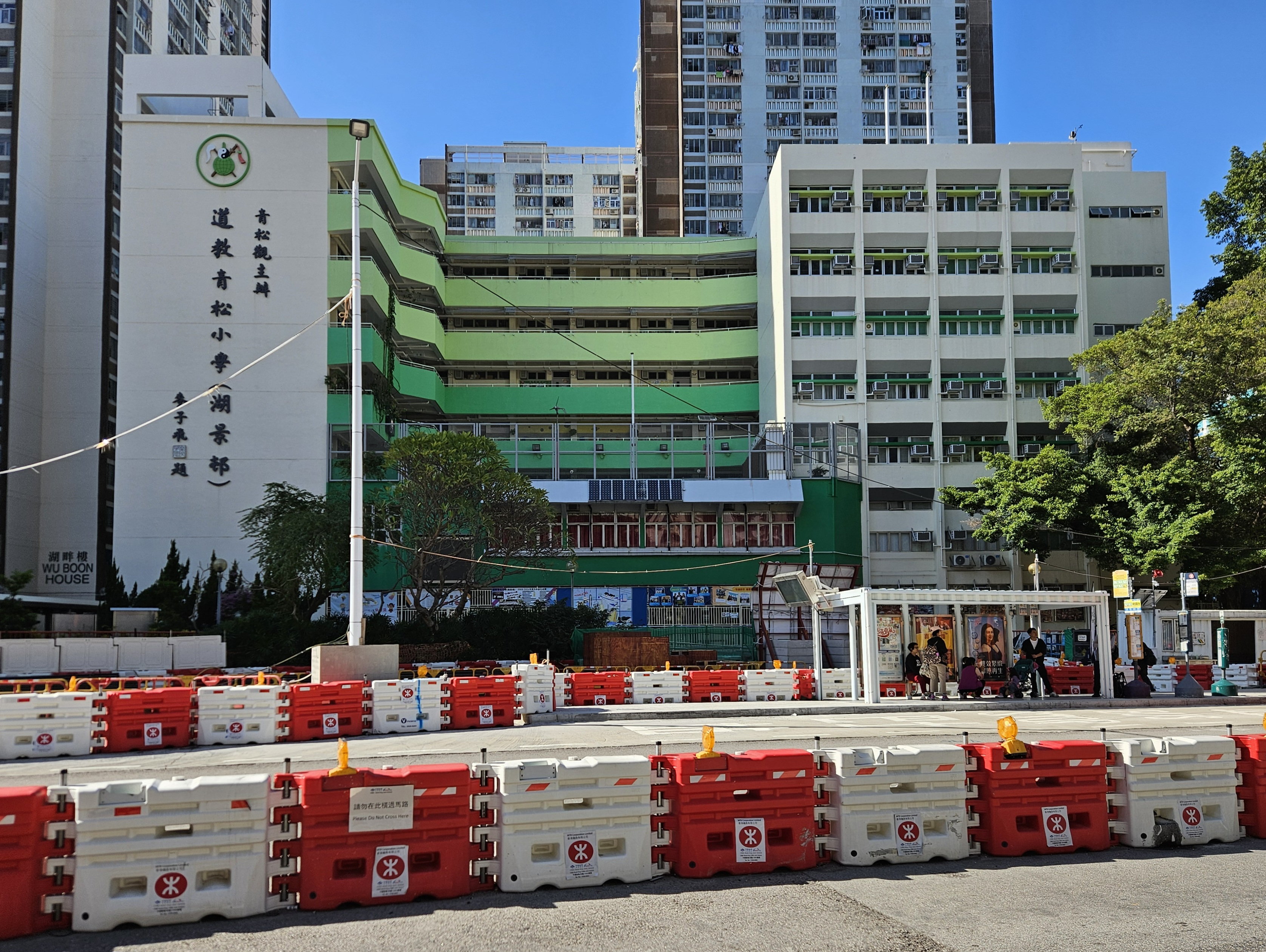
道教青松小學 (湖景邨)

## 流行文化
1980年，無綫電視音樂節目《Bang Bang 咁嘅聲》曾播出由香港男歌手羅文主唱的粵語流行曲《心裡有個謎》的音樂影片，而該音樂影片正於屯門青松觀取景。

## 鄰近地點
- 輕鐵青松站
- 建生邨
- 屯門醫院
- 青山醫院

## 外部連結
- 香港道教學院：青松觀 （页面存档备份，存于）
- 旅發局：青松觀